# André Bayssière
André Bayssière , né le 28 août 1943 à Hautefage-la-Tour (Lot-et-Garonne), est un coureur cycliste français. 

## Biographie
Lors du Tour de l'Avenir 1965, à la suite d'une lourde défaillance dans l'étape de montagne Dax-Bagnères-de-Bigorre, il avoue s'être dopé, comme son coéquipier Charly Grosskost. Il écope d'une suspension de six mois. 
Dans le Tour de France 1967, André Bayssière termine quatrième de l'étape de Briançon, juste derrière Raymond Poulidor,.

## Palmarès

### Palmarès amateur
- 1964
  - Champion des Pyrénées amateurs
  - Route du Vin :
    - Classement général
    - Une étape

  - 3e du Grand Prix Pierre-Pinel
- 1965
  -  Champion de France militaires
  - Tour des Bouches-du-Rhône
  - 2e de Paris-Rouen
  - 2e du Grand Prix de Nice

### Palmarès professionnel
- 1967
  - 2e du Circuit d'Auvergne
  - 3e du championnat de France de cyclo-cross
- 1968
  - Boucles du Bas-Limousin
  - 9e du Tour de Romandie

## Résultats sur les grands tours

### Tour de France
3 participations
- 1967 : 19e
- 1968 : 22e
- 1969 : 31e

### Tour d'Italie
1 participation
- 1968 : abandon

### Tour d'Espagne
1 participation
- 1967 : 70e